# Laudes de saint Antoine de Padoue
Les Laudes de Saint Antoine de Padoue, FP 172 est une œuvre chorale sacrée de Francis Poulenc pour chœur d'hommes à trois voix a cappella, composée entre 1957 et 1959. Il s'agit de la dernière œuvre pour chœur a cappella du compositeur.

## Histoire
L'admiration de Poulenc pour Saint Antoine de Padoue est ancienne, comme il le confie à Claude Rostand durant ses entretiens radiophoniques en 1953-1954 :

« J’ai pour saint Antoine de Padoue, [...] une extraordinaire dévotion, et cela depuis ma plus tendre enfance. Une chère grande statue verdâtre de ce saint ornait ma chambre jusqu’à l’âge de quatorze ans. À cette époque, ma nourrice a tenu à l’emporter comme une relique, lorsqu’elle s’est retirée dans le Morvan. »

Poulenc compose les deux premiers morceaux à Brive en juillet 1957 et en juin 1958, et les deux suivants à Cannes en mars 1959.
Les conditions de la création de la pièce ne sont pas connues.

## Composition
L'œuvre est constituée de quatre parties, sur les textes en latin de l'Office de saint Antoine dus au poète et musicien franciscain du XIIIe siècle Julien de Spire (en): 
1. O Jesu, perpetua Lux
2. O proles Hispaniæ
3. Laus Regi
4. Si quæris

L'œuvre est très similaire dans sa conception à ses Quatre petites prières de Saint François d’Assise, car elle est constituée de quatre courtes pièces sur des textes à propos d'un saint franciscain. Elle s'en distingue toutefois par son style plus austère, décrit dans une thèse de 2004 comme « acerbe », qui « suggère une tentative de rupture avec ses œuvres sacrées précédentes », dans la lignée « des œuvres néo-classiques des années 1940 et 1950 de Stravinsky ».
La représentation de l'œuvre dure environ 8 minutes.

## Texte

### O Jesu, perpetua Lux
O Jesu perpetua Lux, tot in Antonio

signis dans splendorem, de quo non incongrua

nobis gloriatio.

Tibi dat honorem: Gratia per hunc tua

nos in vase proprio ferre da liquorem,

lampade non vacua.

Lumen det religio caritas ardorem:

Donec in domo sua, Pater frui praemio

donet post laborem.

### O proles Hispaniæ
O proles Hispaniæ, beate Antoni,

pavor infidelium, nova lux Italiæ,

nobile depositum Urbis Paduanæ!

Fer, Antoni, gratiæ Christi patrocinium:

Ne prolapsis veniæ tempus breve creditum

defluat inane.

### Laus Regi
Laus Regi plena gaudio, qui merces militantium,

se ipsum dat Antonio militiæ stipendium.

Antoni, vir egregie, qui tuæ, quam prænoveras,

Hic vivens arrhas gloriæ, Christum videns acceperas:

Huius honorem gloriæ prædixeras in Padua,

quæ tantis in te gratiæ manet donis irrigua.

Per te, Pater cum Filio, Consolatorque Spiritus,

a criminis contagio nos hic emundet funditus.

Amen.

### Si quæris
Si quæris miracula, mors, error, calamitas,

dæmon, lepra fugiunt, ægri surgunt sani.

Cedunt mare, vincula; membra, resque perditas

petunt et accipiunt juvenes et cani.

Pereunt pericula, cessat et necessitas,

narrent hi qui sentiunt, dicant Paduani.

Gloria Patri et Filio, et Spiritui Sancto.

Ora pro nobis, beate Antoni.

Amen.

## Discographie sélective
- 1998, Francis Poulenc, Musique chorale religieuse, Nederlands Kamerkoor, Eric Ericson (dir.), Globe
- 2005, Musique sacrée du XXe siècle : Poulenc, Caplet, Milhaud, Schmitt, Godard & Dumas, Ensemble vocal Phonandre, Laurent Grégoire (dir.), Studio SM